# Mevlana-Moschee Stadtprozelten
Die Mevlana-Moschee in Stadtprozeltener Stadtteil Brasselburg ist seit 1990 ein islamisches Gebetshaus für hauptsächlich türkischstämmige Muslime. Der offizielle Name der Moschee lautet auf türkisch Mevlana Camii Stadtprozelten (deutsch: Mevlana-Moschee Stadtprozelten). Sie trägt ihren Namen in Anlehnung an den religiösen Titel Mawlānā (türkisch Mevlana), der vor allem in Zentral- und Südasien verbreitet ist und für gewöhnlich als Titel vor dem eigentlichen Namen getragen wird. Die Moschee wird vom Moscheeverein Türkisch Islamische Gemeinde zu Stadtprozelten e. V. betrieben, der Mitglied des Dachverbandes DİTİB ist.

## Lage
Die Moschee liegt An der Füllgrube 5 im Stadtprozeltener Stadtteil Brasselburg und wird von einem allgemeinen Wohngebiet umgeben.

## Geschichte
Die Mevlana-Moschee wurde im Jahre 1990 eröffnet. Es handelte sich um ein normales Wohnhaus, das zur Moschee umgebaut wurde. In den 2010er Jahren fanden Umbauten statt, beispielsweise Wanddurchbrüche und bauliche Erweiterungen. Neben der Erneuerung der Waschräume und einer Küchenerweiterung wurden ein Konferenzraum und eine Terrasse ergänzt.

## Moscheegemeinde

### Verein
Der Moscheeverein Türkisch-Islamische Gemeinde zu Stadtprozelten e. V. ist als Trägerverein Mitglied der Türkisch-Islamischen Union der Anstalt für Religion e. V. (DİTİB). Der Dachverband DİTİB vertritt bundesweit über 960 Gemeinden.

### Gemeindeleben
Abgesehen vom Gebet in Arabisch wird vorwiegend Deutsch und Türkisch gesprochen. Täglich werden Gebete abgehalten, besonderes Gewicht hat dabei vor allem das Freitagsgebet.

### Sonstiges
Für die Öffentlichkeitsarbeit nutzt der Moscheeverein eine soziale Website bei Facebook.